# Leizhou-schiereiland
Het Leizhou-schiereiland is een schiereiland in het zuidelijkste deel van de provincie Guangdong in het zuiden van China. Het schiereiland ligt aan de Zuid-Chinese Zee met ten zuiden van het schiereiland het eiland Hainan. Tussen beide bevindt zich de 30 kilometer Straat van Hainan en ten westen de Golf van Tonkin.
Het Leizhou-schiereiland is het derde grootste schiereiland van China met een oppervlakte van ongeveer 8500 vierkante kilometer. De grootste stad qua bevolking en oppervlakte op het schiereiland is Zhanjiang.
De kusten van het schiereiland liggen in de mariene ecoregio Golf van Tonkin.